# Всеобщие выборы в Кении (2017)
Всеобщие выборы в Кении были проведены 8 августа 2017 года. На них были избраны президент, члены парламента и губернаторы регионов. Действующий президент Ухуру Кениата был переизбран, получив 54 % голосов. Однако результаты президентских выборов были позже отменены. Его главный оппонент, Раила Одинга, отказался признать результаты и оспорил их в Верховном суде. Результаты были аннулированы. Повторные президентские выборы прошли 26 октября 2017 года.